# Luka Garza
Luka Garza (ur. 27 grudnia 1998 w Waszyngtonie) – amerykański koszykarz, bośniackiego pochodzenia, występujący na pozycji środkowego, obecnie zawodnik Minnesoty Timberwolves oraz zespołu G-League – Iowa Wolves.
W 2015 otrzymał nagrodę dla zawodnika, który poczynił największy postęp, podczas rozgrywek szkół średnich D.C. (Washington Post All-Met Most Improved Player). W 2017 został wybrany najlepszym zawodnikiem szkół średnich D.C. (D.C. Gatorade Player of the Year). Wystąpił w trzech meczach gwiazd szkół średnich Crab Ball Classic (27 punktów, 13 zbiórek), Triple Threat Classic (22 punkty, 12 zbiórek), Capital Classic (18 punktów, 14 zbiórek). Po każdym z nich otrzymał tytuł MVP.
16 sierpnia 2021 zawarł umowę z Detroit Pistons na występy zarówno w NBA, jak i zespole G-League – Motor City Cruise. 15 października 2022 podpisał kontrakt z Minnesotą Timberwolves w ramach której będzie też występował w zespole G-League – Iowa Wolves.

## Osiągnięcia
Stan na 24 września 2023, na podstawie, o ile nie zaznaczono inaczej.
NCAA
- Uczestnik turnieju NCAA (2019)
- Koszykarz roku:
  - NCAA:
    - im. Naismitha (2021)[6]
    - im. Johna R. Woodena (2021)[7]
    - według:
      - Associated Press (2021)[8]
      - Sporting News (2020, 2021)[9]
      - Stowarzyszenia Dziennikarzy Koszykarskich Stanów Zjednoczonych (2021)[10]
      - National Association of Basketball Coaches (2021)[11]

  - konferencji Big 10 (2020, 2021)[12]
- MVP turnieju 2K Sports Classic (2019)
- Laureat nagród:
  - Pete Newell Big Man Award (2020, 2021)[13]
  - Kareem Abdul-Jabbar Award (2020, 2021)[14]
  - Lute Olson Award (2021)[15]
  - Senior CLASS Award (2021)[16]
  - Sportowiec roku konferencji Big Ten (2021)
- Zaliczony do:
  - I składu:
    - All-American (2020, 2021)
    - Big Ten (2020, 2021)

  - turnieju 2K Sports Classic (2019)
  - składu honorable mention Big Ten  (2019)
- Zawodnik kolejki Big Ten (9.12.2019, 20.01.2020, 30.11.2020, 22.02.2021)
- Najlepszy pierwszoroczny zawodnik kolejki Big Ten (13.11.2017, 2.01.2018)
- Lider Big 10 w: 
  - średniej punktów (23,9 – 2020)
  - liczbie:
    - punktów (74 – 2020)
    - celnych (287) i oddanych (530) rzutów z gry (2020)
    - celnych (248) i oddanych (421) rzutów za 2 punkty (2020)
- Drużyna Iowa Hawkeyes zastrzegła należący do niego numer 55

G-League
- MVP NBA G-League Next Up Game (2023)
- Uczestnik spotkania gwiazd NBA G League Next Up Game (2023)
- Zaliczony do:
  - I składu debiutantów G-League (2022)
  - III składu G-League (2022)